# Unalachtigo
Unalachtigo (Unalactigo) /od W'nalātchtko, 'people who live near the ocean,' naziv koji dolazi zbog blizine oceana,/ jedna od tri glavne grane Delaware Indijanaca s donjeg toka rijeke Delaware na području današnjeg južnog New Jerseya, Sjevera države Delaware i jugoistočne Pennsylvanije. Unalachtigo su činili najjužniju granu Delawaraca čiji je plemenski amblem bio totem Purana (Turkey), pa su nazivani i  'Turkey tribe of the Delaware' . Ovaj totem Purana, prema američkom antropologu Danielu Brintonu nije označavao rod nego geografsku grupu. Njihovo glavno sjedište bio je Chikohoki, na mjestu današnje Burlingtona u New Jerseyju. 

## Plemena
Prema Lee Sultzmanu do 1682. Unalachtigo su se sastojali od sljedećih plemena i sela: Amimenipaty, Assomoche (kod Swantona Asomoche, Atayonek, Big Siconese, Chikohoki (Chihohock, Chilohoki), Cranbury, Hickory, Hopokohacking, Kahansuk, Kechemech, Little Siconese (Chiconesseck), Manta (Mantes), Memankitonna, Minguannan (Minguahanan, Minguarinari), Nantuxet, Naraticon (Naraticonck, Narraticong), Quenomysing (Quineomessinque), Roymount (selo na Cape Mayu), Sewapoo (Sewapoi), Sickoneysinck (Siconese, Sikonessink), Tirans i Watcessit.
Swantonov popis je malo drugačiji: Amimenipaty, Asomoche, Chikohoki, Eriwonec, Hopokohacking, Kahansuk, Manta, Memankitonna, Nantuxet, Naraticon, Neshamini (?), Okahoki, Passayonk, Shackamaxon, Siconesse, Tirans i Yacomanshaghking. 
Plemenske skupine Eriwonec (Armewamese, Armewamex, Erinonec, Ermamex), Neshamini, Okahoki (Okehocking, Okanickon), Passayunk (Passajung), Shackamaxon i Yacomanshaghking, po nekim pripadaju u Uname.

## Vanjske poveznice
- Unalachtigo Indian Tribal History
- The Unalachtigo of New Jersey  Arhivirana inačica izvorne stranice od 18. siječnja 2008. (Wayback Machine)